# Frieder Nake

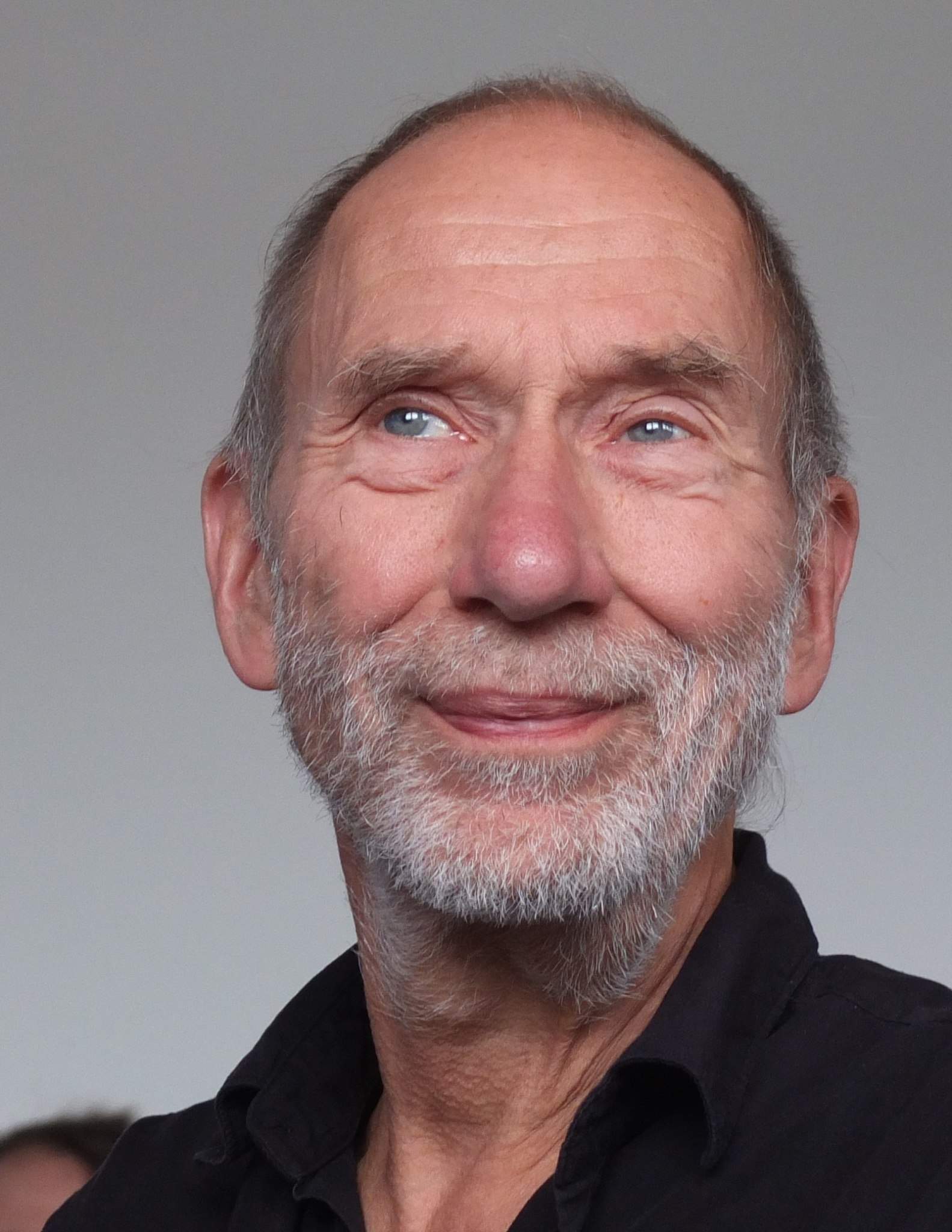
Frieder Nake, 2012

Frieder Nake (* 16. Dezember 1938 in Stuttgart) ist ein deutscher Mathematiker, Informatiker und Pionier der Computerkunst.

## Biografie
Nake absolvierte 1958 sein Abitur am heutigen Leibniz-Gymnasium in Stuttgart-Feuerbach. Er studierte Mathematik an der Universität Stuttgart und promovierte 1967 über die Wahrscheinlichkeitstheorie. 1968/1969 forschte er auf Einladung von Leslie Mezei über Computerkunst an der University of Toronto. Von 1970 bis 1972 war er Assistant Professor am Computer Science Department der University of British Columbia in Vancouver, Canada.
Nake gilt als einer der Pioniere der Computerkunst. Beeinflusst von Max Bense begann er 1963 mit ersten künstlerischen Versuchen am Graphomat (Zuse Z64) im Recheninstitut der Technischen Hochschule Stuttgart. Nach der Ausstellung von Georg Nees in der Studiengalerie der TH Stuttgart (Februar 1965) und der von A. Michael Noll in der Howard Wise Gallery in New York (April 1965) war seine Ausstellung im November 1965 bei Wendelin Niedlich in Stuttgart, gemeinsam mit Georg Nees, die dritte von Computerkunst weltweit. Die Bezeichnung „Computerkunst“ bzw. „Computer Art“ war damals allgemein sofort eingeführt. Seine nächste Ausstellung im Januar/Februar 1966 im Deutschen Rechenzentrum in Darmstadt erzielte erstmals ein breites Interesse in Presse, Rundfunk und Fernsehen. Bei ihr gab es Computer-Musik von Lejaren Hiller und Ben Deutschmann (USA) sowie Computer-Gedichte von Gerd Stickel. 1968 nahm er an der Ausstellung Cybernetic Serendipity in London, sowie am Symposium Computers and Visual Research in Zagreb teil. 1970 war er in der Sonderausstellung Vorschlag für eine experimentelle Ausstellung auf der Biennale Venedig vertreten.
In den 1970er Jahren war Nake Mitglied des Kommunistischen Bundes Westdeutschland (KBW), für den er auch bei der Wahl zur Bremischen Bürgerschaft 1979 erfolglos kandidiert hat.
Seit 1972 ist Nake Professor für Grafische Datenverarbeitung und interaktive Systeme an der Universität Bremen, wo er sich u. a. auch mit politischer, ökonomischer und wissenschaftstheoretischer Kritik der Informatik befasst und zahlreiche Schriften veröffentlichte – hervorzuheben ist hier sein Buch Ästhetik als Informationsverarbeitung (1974), das die von Max Bense und Abraham Moles begründete Informationsästhetik umfassend darstellt, gleichzeitig aber auch kritisiert und eine für die damalige Zeit weitreichende Synthese mit technischen Fragen herstellt. Darüber hinaus lehrte Nake an der Universität Wien, Universität Århus, Universität Oslo, Universität Basel, International School for New Media Lübeck. Seit 2005 ist er Gastprofessor bzw. Lehrbeauftragter für Digitale Medien an der Hochschule für Künste Bremen.
2004 und 2005 war seine Ausstellung Die präzisen Vergnügen, die neben einer Retrospektive seiner eigenen Arbeiten auch interaktive Installationen zeigte, die gemeinsam mit Mitarbeitenden und Studierenden der Universität Bremen geschaffen worden waren, in der Kunsthalle Bremen und im ZKM Karlsruhe zu sehen. Seitdem hat er an etlichen weiteren Ausstellungen teilgenommen, so auch am Mary and Leigh Block Museum in Evanston, IL, am Zentrum Paul Klee in Bern, am Museum für Konkrete Kunst in Ingolstadt und am Tama Art Museum, einer Einrichtung der Tama Art University in Tokio.

## Mitgliedschaften und Auszeichnungen
- Seit 2017 ist Nake gewähltes Mitglied der Leibniz-Sozietät der Wissenschaften zu Berlin.
- 1997 wurde er mit dem Berninghausenpreis für ausgezeichnete Lehre und ihre Innovation geehrt.
- 2018 wurde Nake von der Klaus Tschira Stiftung gemeinsam mit der Gesellschaft für Informatik mit der erstmals verliehenen Klaus-Tschira-Medaille ausgezeichnet.[1]

## Schriften
- Herstellung von zeichnerischen Darstellungen, Tonfolgen und Texten mit elektronischen Rechenanlagen. Darmstadt 1966.
- Ästhetik als Informationsverarbeitung. Springer, Wien/New York 1974, ISBN 3-211-81216-4.
- mit Diethelm Stoller: Algorithmus und Kunst. Die präzisen Vergnügen. Sautter & Lackmann, Hamburg 1993, ISBN 3-88920-022-2.
- Die erträgliche Leichtigkeit der Zeichen. Ästhetik, Semiotik, Informatik. Agis, Baden-Baden 1994, ISBN 3-87007-038-2.
- Die algorithmische Revolution. In: Fuchs-Kittowski, Frank; Kriesel, Werner (Hrsg.): Informatik und Gesellschaft. Festschrift zum 80. Geburtstag von Klaus Fuchs-Kittowski. Peter Lang, Frankfurt a. M. u. a. 2016, ISBN 978-3-631-66719-4.
- Informatisierte Gesellschaft, informatisierte Organisation, informatisierte Arbeit. In: Jörg Pohle, Klaus Lenk (Hrsg.): Der Weg in die "Digitalisierung" der Gesellschaft. Was können wir aus der Geschichte der Informatik lernen? Metropolis-Verlag, Marburg 2021, ISBN 978-3-7316-1461-6, S. 21–29.